# Premio Carlomagno
El Premio Carlomagno (Internationaler Karlpreis der Stadt Aachen, y desde 1998 Internationaler Karlspreis zu Aachen) es un premio otorgado desde 1950 por la ciudad alemana de Aquisgrán. Es el premio más antiguo y conocido con el que son distinguidas las personalidades o instituciones en el ámbito europeo en general y de la Unión Europea en particular.

## Historia
El origen del premio se remonta al 19 de diciembre de 1949, cuando un comerciante de la ciudad de Aquisgrán, Kurt Pfeiffer, que había fundado un círculo cultural con el nombre de Corona Legentium Aquensis con la intención de fomentar el diálogo entre políticos, científicos y personalidades culturales de toda Europa, anuncia la creación de un premio que bautiza con el nombre del emperador Carlomagno, quien en el siglo VIII había fijado su residencia en Aquisgrán.
El objetivo del Premio Carlomagno se definió por su fundador en los siguientes términos:

El premio actúa hacia el futuro y conlleva un deber de contenido sumamente ético. Se dirige, regenerado por una nueva fuerza, a la unificación de los pueblos europeos para defender los más altos valores humanos: la libertad, la humanidad y la paz, para ayudar a los pueblos oprimidos y marginados, y para asegurar el futuro de los hijos y de los nietos.

En el año 2004, además del premio ordinario se concedió un premio especial al papa Juan Pablo II, que no se entregó en Aquisgrán, sino en la Ciudad del Vaticano. Al año siguiente, una iniciativa ciudadana intentó sin éxito retirar el premio a Henry Kissinger, quien había obtenido el galardón en 1987. Su gestión en el gobierno estadounidense fue criticada por su corresponsabilidad en el golpe de Estado contra el presidente chileno Salvador Allende en 1973.

## El premio
El Premio Carlomagno se otorga a la aportación (anual) más valiosa a la comprensión y el desarrollo de la comunidad en la Europa Occidental y por servicios a la humanidad y a la paz mundial. La aportación puede ser en los campos de la literatura, ciencias, economía o política. 
El jurado que otorga el Premio Carlomagno está formado por 17 personas, entre las que se encuentran el alcalde de Aquisgrán, el deán de la Catedral y el rector de la Escuela Técnica Superior de Renania-Westfalia, radicada igualmente en Aquisgrán, así como representantes de los partidos políticos.
El premio consiste en 5000 euros, una medalla con la imagen de Carlomagno en el trono y un certificado.
Se entrega durante el mes de mayo en la Sala de la Coronación del ayuntamiento de Aquisgrán, tras lo cual se pronuncian tres discursos, uno por el alcalde la ciudad, otro de alabanza por un invitado especial y el tercero por el propio premiado.

## Premiados

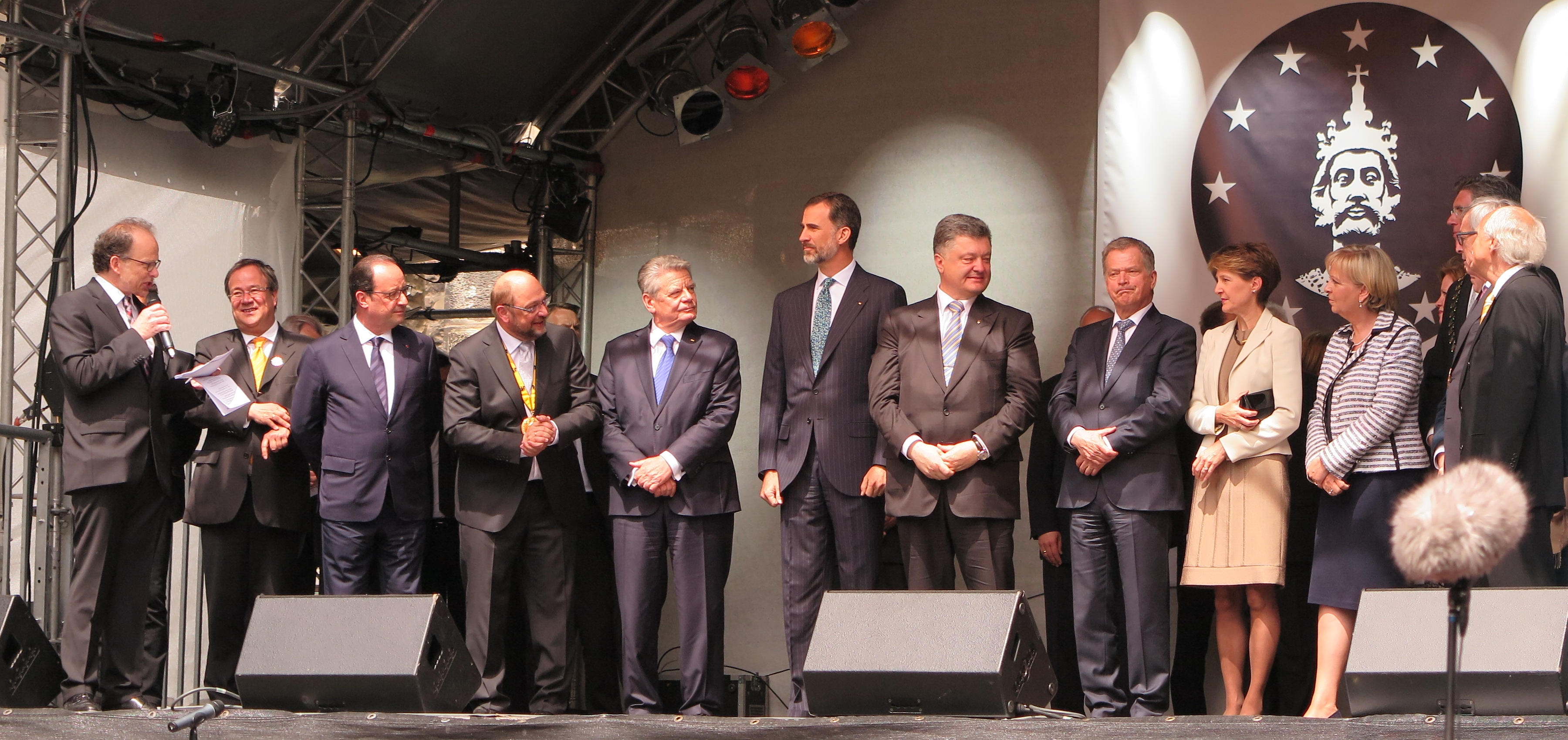
Martin Schulz, tras el Premio Carlomagno 2015 en el escenario en Katschhof en Aquisgrán. De izquierda a derecha están: Bernd Büttgens, Armin Laschet, François Hollande, Martin Schulz, Joachim Gauck, Rey Felipe VI, Petró Poroshenko, Sauli Niinistö, Simonetta Sommaruga, Hannelore Kraft, Jürgen Linden.

| Año  | Premiado                                                    | Actividad                                                                             | Nacionalidad                    | Galería |
| ---- | ----------------------------------------------------------- | ------------------------------------------------------------------------------------- | ------------------------------- | ------- |
| 1950 | Richard Nikolaus Graf von Coudenhove-Kalergi                | Fundador del movimiento europeísta                                                    | Austria                         |         |
| 1951 | Hendrik Brugmans                                            | Rector del Colegio de Europa                                                          | Bélgica                         |         |
| 1952 | Alcide de Gasperi                                           | Presidente del Consejo de ministros de Italia                                         | Italia                          |         |
| 1953 | Jean Monnet                                                 | Presidente de la Alta Autoridad de la CECA                                            | Francia                         |         |
| 1954 | Konrad Adenauer                                             | Canciller de la República Federal de Alemania                                         | Alemania                        |         |
| 1956 | Winston Churchill                                           | Primer ministro del Reino Unido                                                       | Reino Unido                     |         |
| 1957 | Paul Henri Spaak                                            | Secretario General de la OTAN                                                         | Bélgica                         |         |
| 1958 | Robert Schuman                                              | Presidente del Parlamento Europeo                                                     | Francia                         |         |
| 1959 | George Marshall                                             | Secretario de Defensa de los Estados Unidos                                           | Estados Unidos                  |         |
| 1960 | Joseph Bech                                                 | Primer ministro de Luxemburgo                                                         | Luxemburgo                      |         |
| 1961 | Walter Hallstein                                            | Presidente de la Comisión Europea                                                     | Alemania                        |         |
| 1963 | Edward Heath                                                | Miembro de la Cámara de los Lores                                                     | Reino Unido                     |         |
| 1964 | Antonio Segni                                               | Presidente de Italia                                                                  | Italia                          |         |
| 1966 | Jens Otto Krag                                              | Primer ministro de Dinamarca                                                          | Dinamarca                       |         |
| 1967 | Joseph Luns                                                 | Ministro de Asuntos Exteriores de los Países Bajos                                    | Países Bajos                    |         |
| 1969 | La Comisión Europea                                         |                                                                                       | Unión Europea                   |         |
| 1970 | François Seydoux de Clausonne                               | Embajador francés en la RFA                                                           | Francia                         |         |
| 1972 | Roy Jenkins                                                 | Político británico                                                                    | Reino Unido                     |         |
| 1973 | Salvador de Madariaga                                       | Filósofo e historiador español                                                        | España                          |         |
| 1976 | Leo Tindemans                                               | Primer ministro de Bélgica                                                            | Bélgica                         |         |
| 1977 | Walter Scheel                                               | Presidente de la RFA                                                                  | Alemania                        |         |
| 1978 | Konstantinos Karamanlis                                     | Primer ministro de Grecia                                                             | Grecia                          |         |
| 1979 | Emilio Colombo                                              | Presidente del Parlamento Europeo                                                     | Italia                          |         |
| 1981 | Simone Veil                                                 | Presidente del Parlamento Europeo                                                     | Francia                         |         |
| 1982 | Juan Carlos I                                               | Rey de España                                                                         | España                          |         |
| 1984 | Karl Carstens                                               | Presidente de la RFA                                                                  | Alemania                        |         |
| 1986 | El pueblo de Luxemburgo                                     |                                                                                       | Luxemburgo                      |         |
| 1987 | Henry Kissinger                                             | Secretario de Estado de los Estados Unidos                                            | Estados Unidos                  |         |
| 1988 | François Mitterrand                                         | Presidente de la República Francesa                                                   | Francia                         |         |
| 1988 | Helmut Kohl                                                 | Canciller de Alemania                                                                 | Alemania                        |         |
| 1989 | Roger Schutz                                                | Fundador de la Comunidad de Taizé                                                     | Suiza                           |         |
| 1990 | Gyula Horn                                                  | Ministro de Asuntos Exteriores de Hungría                                             | Hungría                         |         |
| 1991 | Václav Havel                                                | Presidente de Checoslovaquia                                                          | Checoslovaquia                  |         |
| 1992 | Jacques Delors                                              | Presidente de la Comisión Europea                                                     | Francia                         |         |
| 1993 | Felipe González Márquez                                     | Presidente del Gobierno de España                                                     | España                          |         |
| 1994 | Gro Harlem Brundtland                                       | Primer ministro de Noruega                                                            | Noruega                         |         |
| 1995 | Franz Vranitzky                                             | Canciller de Austria                                                                  | Austria                         |         |
| 1996 | Beatriz I                                                   | Reina de los Países Bajos                                                             | Países Bajos                    |         |
| 1997 | Roman Herzog                                                | Presidente de Alemania                                                                | Alemania                        |         |
| 1998 | Bronisław Geremek                                           | Ministro de asuntos exteriores de Polonia                                             | Polonia                         |         |
| 1999 | Tony Blair                                                  | Primer ministro del Reino Unido                                                       | Reino Unido                     |         |
| 2000 | Bill Clinton                                                | Presidente de los Estados Unidos                                                      | Estados Unidos                  |         |
| 2001 | György Konrád                                               | Escritor y sociólogo                                                                  | Hungría                         |         |
| 2002 | Euro                                                        |                                                                                       |                                 |         |
| 2003 | Valéry Giscard d'Estaing                                    | Presidente de la Convención Europea                                                   | Francia                         |         |
| 2004 | Pat Cox                                                     | Presidente del Parlamento Europeo                                                     | Irlanda                         |         |
| 2004 | Juan Pablo II (Premio Extraordinario)                       | Papa de la Iglesia católica                                                           | Polonia / Ciudad del Vaticano   |         |
| 2005 | Carlo Azeglio Ciampi                                        | Presidente de Italia                                                                  | Italia                          |         |
| 2006 | Jean-Claude Juncker                                         | Primer ministro de Luxemburgo                                                         | Luxemburgo                      |         |
| 2007 | Javier Solana                                               | Alto Representante para la Política Exterior y de Seguridad Común de la Unión Europea | España                          |         |
| 2008 | Angela Merkel                                               | Canciller de Alemania                                                                 | Alemania                        |         |
| 2009 | Andrea Riccardi                                             | Fundador de la Comunidad de San Egidio                                                | Italia                          |         |
| 2010 | Donald Tusk                                                 | Primer ministro de Polonia                                                            | Polonia                         |         |
| 2011 | Jean-Claude Trichet                                         | Presidente del Banco Central Europeo                                                  | Francia                         |         |
| 2012 | Wolfgang Schäuble                                           | Ministro de Finanzas                                                                  | Alemania                        |         |
| 2013 | Dalia Grybauskaitė                                          | Presidenta de la República de Lituania                                                | Lituania                        |         |
| 2014 | Herman Van Rompuy                                           | Presidente del Consejo Europeo                                                        | Bélgica                         |         |
| 2015 | Martin Schulz                                               | Presidente del Parlamento Europeo                                                     | Alemania                        |         |
| 2016 | Francisco                                                   | Papa de la Iglesia católica                                                           | Argentina / Ciudad del Vaticano |         |
| 2017 | Timothy Garton Ash                                          | Historiador, autor y comentarista                                                     | Reino Unido                     |         |
| 2018 | Emmanuel Macron                                             | Presidente de la República Francesa                                                   | Francia                         |         |
| 2019 | António Guterres                                            | Secretario general de las Naciones Unidas                                             | Portugal                        |         |
| 2020 | Klaus Iohannis                                              | Presidente de Rumania                                                                 | Rumania                         |         |
| 2022 | Svetlana Tijanóvskaya, María Kolésnikova, Veronika Tsepkalo | Líderes políticas de la oposición bielorrusa                                          | Bielorrusia                     |         |
| 2023 | Volodymyr Zelensky y el pueblo ucraniano                    | Presidente de Ucrania                                                                 | Ucrania                         |         |
| 2024 | Pinchas Goldschmidt y las comunidades judías en Europa      | Gran Rabino, Presidente de la Conferencia de Rabinos Europeos (CER)                   | Suiza                           |         |
| 2025 | Ursula von der Leyen                                        | Presidenta de la Comisión Europea                                                     | Alemania                        |         |